# Craii de Curtea Veche (film)
Craii de Curtea Veche este un film românesc din 1996 regizat de Mircea Veroiu. Rolurile principale au fost interpretate de actorii Mircea Albulescu, Ovidiu Iuliu Moldovan, Răzvan Vasilescu și Marius Bodochi. Este inspirat din romanul omonim al lui Mateiu Caragiale publicat în 1929.

## Distribuție
Distribuția filmului este alcătuită din:
- Mircea Albulescu — Pașadia Măgureanu, fost om politic, urmașul unui armaș învinuit de tâlhărie și de batere de bani calpi
- Ovidiu Iuliu Moldovan — Pantazi, urmașul unui corsar sicilian ajuns în secolul al XVI-lea la gurile Dunării, fost ofițer în armata țaristă
- Răzvan Vasilescu — Gore Pirgu, funcționar guvernamental, șeful de cabinet al ministrului de externe
- Marius Bodochi — Cara, un tânăr bogat pasionat de heraldică, povestitorul
- Ilinca Goia — Wanda, fosta logodnică a lui Pantazi / Ilinca Arnoteanu, fiica cea mai mică a Arnotenilor
- Adriana Șchiopu — Rașelica Nachmanson, frumoasă evreică, văduvă a mai multor bărbați
- Ion Marinescu — boierul Iorgu, nepotul lui Pantazi, proprietarul unei case de amanet
- Ștefan Sileanu — ministrul de externe
- Manuela Golescu — Mima Arnoteanu, fiica cea mai mare a Arnotenilor
- Cristina Tacoi — prințesa Canta, mătușa bogată a Ilincăi Arnoteanu
- Diana Gheorghian — Pena Corcodușa, o femeie de maidan care a fost mai demult iubita prințului rus Serghei de Leuchtenberg-Beauharnais
- Boris Petroff — Ion Panait, portărelul care-l desemnează pe Pantazi ca moștenitor al averii boierului Iancu
- Niculae Urs — vizitiul lui Pantazi (menționat Nicolae Urs)
- Gheorghe Dinică — Maiorică Arnoteanu, capul unei familii boierești decăzute
- Coca Zibileanu
- Carmen Papa
- Mihaela Munteanu
- Ana Maria Zvîncă
- Dumitru Crăciun — Iancu, servitorul lui Pașadia
- Rodica Lupu
- Dorin Ganea
- Corina Dănilă — învățătoarea copiilor de pe moșia prințesei Canta
- Marinela Chelaru — Masinca, matroana unui bordel (menționată Marilena Chelaru)
- Corneliu Jipa — artistul aflat în vizită în casa Arnotenilor
- Luminița Erga — amanta ministrului
- Maria Deaconu
- Ovidiu Cuncea — Mișu Rosencrantz, negustor evreu, soțul Rașelicăi Nachmanson
- Doina Ghițescu
- Stelian Nistor — Iosif Ichim, portărelul care-l desemnează pe Pantazi ca moștenitor al averii boierului Iancu
- Aghata Cristea
- Corneliu Gârbea — un țăran răzvrătit bătrân de pe moșia lui Pantazi (menționat Cornel Gîrbea)
- Liviu Petre Maior
- Eugenia Balaure
- Magnolia Manughevici
- Florin Tănase — un negustor venit să cumpere o parte din bunurile boierului Iancu
- Cătălin Crișan — preotul care oficiază slujba de înmormântare a Ilincăi
- Petre Dinuliu — dr. Horowitz, medicul care o tratează pe Ilinca
- Adi Covaci
- Adrian Drăgușin
- Bruchmaier Ghidu
- Mihai Niculescu — șeful de sală al restaurantului
- Laura Tudorache
- Antoaneta Ivanov
- Mirela Pană
- Anca Alexandra
- Constantin Dumitru
- Paul Fister
- Vasile Albineț — militar turc